# Jan (biskup koptyjski)
Jan (ur. 23 listopada 1960) – duchowny Koptyjskiego Kościoła Ortodoksyjnego, od 2015 biskup Asjutu.

## Życiorys
17 grudnia 1987 złożył śluby zakonne. Święcenia kapłańskie przyjął 27 maja 1991. Sakrę biskupią otrzymał 6 czerwca 1993.